# سوکرونونیک اسید
سوکرونونیک اسید (به انگلیسی: Sucrononic acid) با فرمول شیمیایی C۱۹H۲۶N۴O۲ یک ترکیب شیمیایی است. که جرم مولی آن ۴۷۹٫۶ g/mol می‌باشد. 